# Gesundheitserwartung
Die Gesundheitserwartung ist ein statistischer berechneter Indikator für durchschnittlich zu erwartende Gesunde Lebensjahre (englisch Healthy Life Years – HLY). Eng damit zusammen hängt die behinderungsfreie Lebenserwartung (BFLE); diese misst die Zahl der Jahre, die eine Person voraussichtlich ohne lang andauernde Behinderung erleben wird. Die Gesundheitserwartung wird von Eurostat für alle EU-Staaten sowie für Island, Norwegen, die Schweiz und das Vereinigte Königreich berechnet.

### Tabelle Gesundheitserwartung in den EU-Mitgliedstaaten

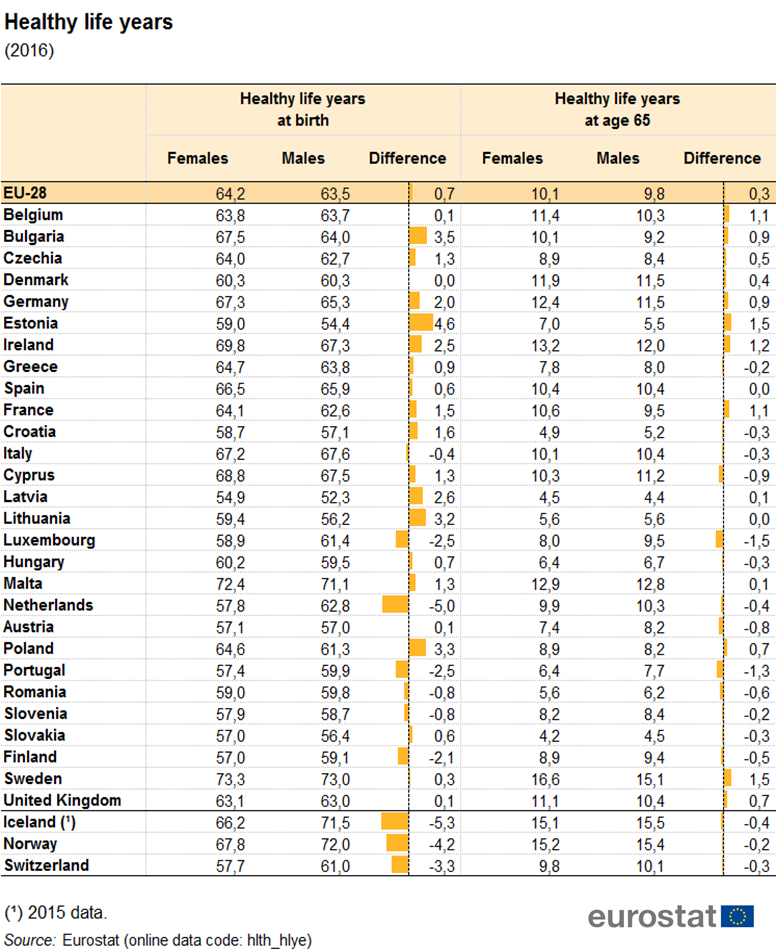
EU-Vergleich Gesunde Lebenserwartung bei der Geburt und im Alter von 65 Jahren (2016)

## Abgrenzung zu ähnlichen Begriffen von anderen Institutionen für andere Länder

### Schweiz: Lebenserwartung in guter Gesundheit
In der Schweiz gibt es den zur Gesundheitserwartung laut Eurostat ähnlichen Begriff Lebenserwartung in guter Gesundheit, welcher vom Bundesamt für Statistik, Sektion Demografie und Migration in CH-2010 Neuchâtel berechnet wird.

### WHO: DALY (disability-adjusted life years) für alle Länder
DALY steht für disability-adjusted life years oder auch disease-adjusted life years (deutsch behinderungs- bzw. krankheitsbereinigte Lebensjahre). Es wird im Bereich der Medizin, Soziologie und Ökonomie verwendet und von der WHO auch für Länder außerhalb der EU berechnet.
Das DALY-Konzept wurde erstmals im Weltentwicklungsbericht 1993 (World Development Report) von der Weltbank präsentiert. Im Unterschied zur Gesundheitserwartung, welche von Eurostat nur für die EU-Staaten berechnet wird, werden die DALY-Werte von der WHO für alle Staaten der Welt berechnet. Die DALY-Werte werden von der WHO auch für die EU-Staaten berechnet, wobei wegen unterschiedlicher Formeln bzw. Kriterien bei der Berechnung der DALY im Vergleich zur Gesundheitserwartung, wie sie von Eurostat berechnet wird, die DALY-Werte für einzelne EU-Staaten von den Werten für Gesundheitserwartung laut Eurostat teilweise beträchtlich abweichen.

## Indikator Gesunde Lebensjahre (GLJ)
Die Gesundheitserwartung wird von Eurostat mit dem Indikator „gesunde Lebensjahre“ (GLJ) berechnet.
Dieser statistische Indikator für die Gesundheitserwartung wird für Männer und Frauen bei der Geburt und im Alter von 50 und 65 Jahren getrennt berechnet. Dazu werden Daten der Anteile der gesunden bzw. kranken Bevölkerung und Daten zur altersspezifischen Sterblichkeit ausgewertet. Gute gesundheitliche Verfassung wird als Abwesenheit von Funktionsbeschränkungen/Behinderungen definiert.
Die Kennzahl „Gesunde Lebensjahre (GLJ) im Alter von 65 Jahren“ gibt die Anzahl der Jahre an, die eine Person mit 65 Jahren noch in guter gesundheitlicher Verfassung leben wird. Die Kennzahl „GLJ“ ist also ein Indikator der Gesundheitserwartung, welcher Informationen zu Sterblichkeit und Krankheit miteinander verknüpft. Dazu werden Daten zu den altersspezifischen Anteile der gesunden bzw. kranken Bevölkerung und Daten zur altersspezifischen Sterblichkeit verwendet. Gute gesundheitliche Verfassung wird über die Abwesenheit von Funktionsbeschränkungen/Beschwerden definiert. Die Kennzahl wird auch beschwerdefreie Lebenserwartung (BFLE) genannt.
Die Kennzahl wird nach der Sullivan-Methode berechnet, die auf Daten zum altersspezifischen Bevölkerungsanteil mit und ohne Behinderungen und auf Sterblichkeitsdaten basiert. Diese Methode wird deshalb oft eingesetzt, weil sie unkompliziert ist, weil die grundlegenden Daten verfügbar sind und weil sie unabhängig von Größe und Altersstruktur der Bevölkerung für viele Länder angewendet werden kann. Allerdings kann der Indikator GLJ durch kulturelle Unterschiede hinsichtlich der Meldung von Behinderungen beeinflusst werden.

### Ranking Gesundheitserwartung in den EU-Mitgliedstaaten

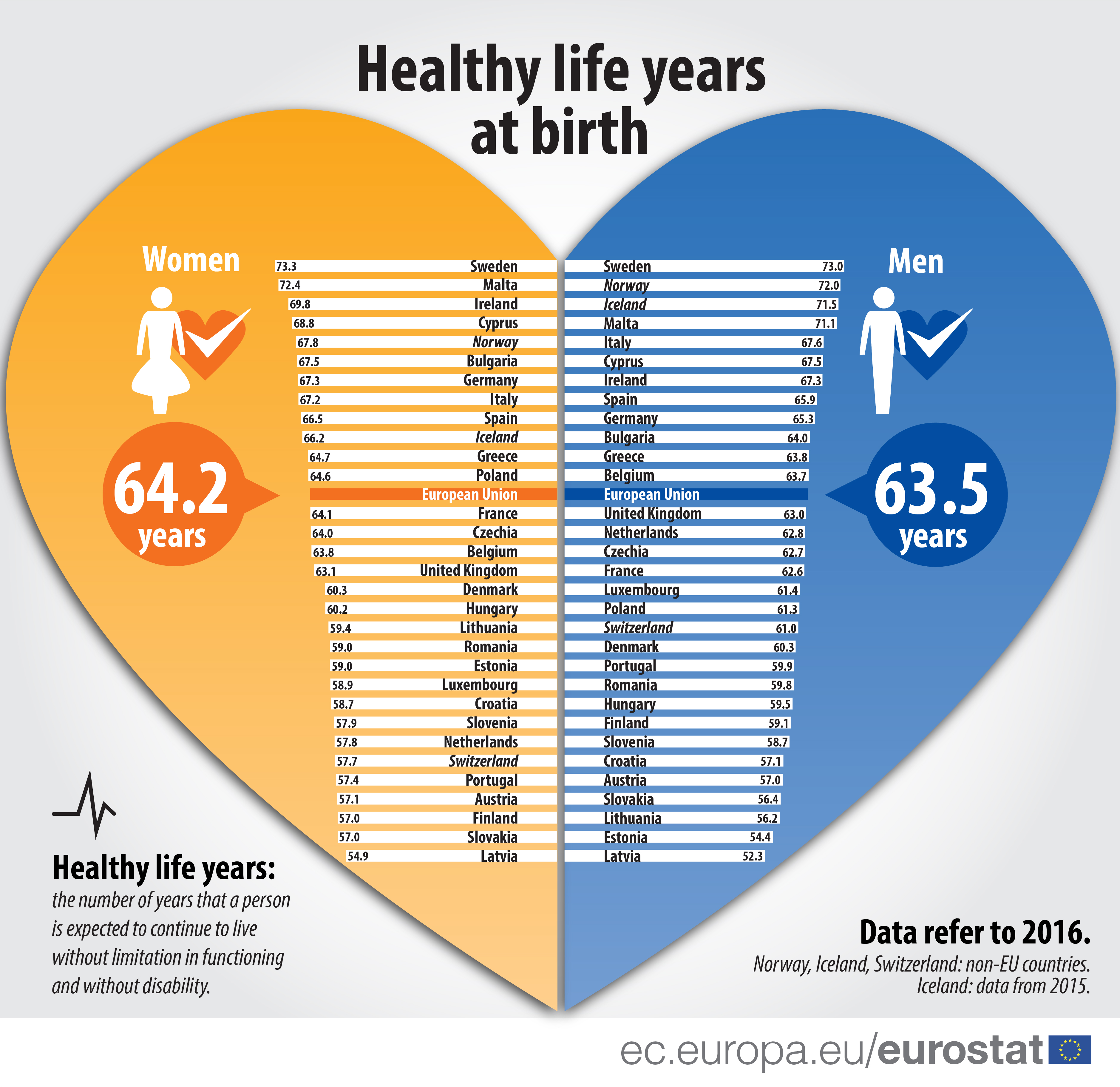
EU-Vergleich Gesunde Lebenserwartung bei der Geburt (2016)

- Die GLJ-Schätzungen werden für die 27 EU-Mitgliedstaaten unter Verwendung der EU-SILC-Daten[9] für 2016 bereitgestellt
(siehe Abbildung links).
- Die Analysen der Werte für gesunde Lebensjahre weisen auf signifikante Ungleichheiten zwischen den europäischen Ländern hin.
- So liegt z. B. die Gesundheitserwartung in Schweden bei Frauen gleich um 16,2 Jahre höher als in Österreich, um 15,6 Jahre höher als in der Schweiz, um 6 Jahre höher als in Deutschland.
- Die Gesundheitserwartung in Schweden liegt bei Männern um 16,0 Jahre höher als in Österreich, um 12,7 Jahre höher als in der Schweiz, um 9,7 Jahre höher als in Deutschland.

Siehe auch:
Gesundheitssystem in Österreich, Gesundheitswesen in der Schweiz, Gesundheitssystem Deutschlands
Siehe auch:
Demografie der Europäischen Union

## Begriffsabgrenzung Lebenserwartung – Gesundheitserwartung

### Gesundheitserwartung
Unter Gesundheitserwartung versteht man die gesunde Lebenserwartung (auch: behinderungsfreie Lebenserwartung oder gesunde Lebensjahre). Damit wird die Zahl der Jahre, „die eine Person voraussichtlich in guter gesundheitlicher Verfassung leben wird“ bezeichnet. In Deutschland wurde die „gesunde Lebenserwartung bei Geburt“ mit 68,5 Jahren für Frauen und 64,8 für Männer angegeben (bei großen einkommensabhängigen Unterschieden).

### Definition der Lebenserwartung
Ein mit der Gesundheitserwartung eng zusammenhängender Indikator ist die Lebenserwartung.
Die Lebenserwartung ist die im Durchschnitt zu erwartende Zeitspanne, die einem Lebewesen ab einem gegebenen Zeitpunkt bis zu seinem Tod verbleibt, wobei bestimmte Annahmen über die Sterberaten zugrunde gelegt werden. Diese werden in der Regel mit Hilfe einer Sterbetafel, meist einer Periodensterbetafel, ermittelt, die auf beobachteten Sterbehäufigkeiten der Vergangenheit und auf Modellannahmen für deren zukünftige Entwicklung basiert. Grundsätzlich kann der Zeitpunkt, ab dem die restliche Lebenserwartung ermittelt werden soll, beliebig gewählt werden. Im allgemeinen Fall ist es der Zeitraum, der mit der biologischen Entwicklung des Lebewesens beginnt.
2015 lag die weltweite durchschnittliche Lebenserwartung von Menschen unter der Annahme konstant bleibender Sterberaten bei 71,4 Jahren.

### Berechnung der Lebenserwartung
Am häufigsten wird die Lebenserwartung ab dem Zeitpunkt des Eintritts in das Leben berechnet – bei Menschen ab der Geburt. Die Lebenserwartung bei Geburt gibt das Alter an, das die Neugeborenen eines bestimmten Jahrgangs durchschnittlich erreichen würden, wenn die altersspezifischen Sterblichkeitsraten künftig konstant blieben. Häufig wird dabei nicht die Gesamtpopulation der Neugeborenen betrachtet, sondern eine nach gewissen Kriterien ausgewählte Teilpopulation (etwa nach Wohnort, Geschlecht). Interessant sind dabei Angaben über die statistische Streuung der Lebenserwartung. Der Begriff wurde in diesem Sinne für Dinge und Sachen, im Besonderen auf Produkte übertragen.
Die unterschiedliche Verwendung des Begriffes Lebenserwartung führt häufig zu unklaren Formulierungen und Missverständnissen. Diese liegen insbesondere darin begründet, dass die Lebenserwartung meist ein Schätzwert ist, der sich mit der Zeit verändert.
Eine wichtige Ursache ist, dass bei der Betrachtung der Lebenserwartung häufig übersehen wird, dass diese mit zunehmendem Alter der noch lebenden Individuen desselben Geburtsjahrgangs für diese steigt. Beispiel: Ein Jahrgang hat bei der Geburt eine Lebenserwartung von 75 Jahren. Nach 60 Jahren ist jedoch ein Teil bereits verstorben, der in der ursprünglichen Erwartung enthalten war. Die noch lebende Gruppe der 60-Jährigen hat nun noch eine Lebenserwartung von über 25 Jahren, womit sie im Durchschnitt ein Lebensalter von 85 Jahren erreichen wird. Allerdings verändert sich die durchschnittliche Lebenserwartung damit überhaupt nicht. Ein 80-Jähriger hat mit derselben Berechnung eine restliche Lebenserwartung, die insgesamt bei über 90 Jahren liegen kann. Bei demografischen Vorhersagen, beispielsweise zur Berechnung von Renten, ist das von entscheidender Bedeutung.
Ein ähnlicher Trugschluss kann bei der Lebenserwartung bestimmter Berufsgruppen auftreten. So ist die Lebenserwartung von Bischöfen deutlich höher als die von Automechanikern. Das liegt in erster Linie nicht an der gesünderen Lebensweise, sondern daran, dass Bischöfe nicht mit 25 sterben können, da sie zu diesem Zeitpunkt noch nicht Bischof sind.
Auf gleiche Weise kann die Kindersterblichkeit die Lebenserwartung ab Geburt unverhältnismäßig verzerren. So wird für den Großteil des Mittelalters eine Gesamtlebenserwartung der Bevölkerung von 30 Jahren und weniger angenommen. Dabei ist zu beachten, dass die Lebenserwartung aufgrund von Seuchen, Kriegen und Katastrophen keineswegs konstant verlief. Die Lebenserwartung der Frauen lag bei 24 bis 25 Jahren, die der Männer bei 28 bis 32 Jahren. Betrachtet man jedoch die Lebenserwartung derer, die das erste Lebensjahr überlebt haben, steigt diese sprunghaft an. Wenn die Kindheit überlebt wurde, konnte man durchschnittlich über 40 Jahre alt werden.
In den Industrieländern liegt die Sterblichkeit im ersten Lebensjahr heute unter ein Prozent.
Die im Vergleich zu Frauen niedrigere durchschnittliche Lebenserwartung der Männer wird auf gleiche Art durch die risikobehaftetere Lebensweise der jungen Männer während der Adoleszenz beeinflusst. So sterben viel mehr junge Männer als Frauen im Alter zwischen 16 und 25 Jahren durch Verkehrsunfälle und andere Risikofaktoren dieser Altersgruppe, was sich auf die statistische Gesamtlebenserwartung auswirkt. Männer bis 65 Jahre sterben 3,6 Mal so häufig an Herz-Kreislauf-Erkrankungen wie Frauen. Gerade in den mittleren Jahren, also bis etwa 65 Jahre, sterben nahezu doppelt so viele Männer wie Frauen.
Ein Sonderfall ist die beobachtete Lebensspanne bei den Sterbetafeln. Hier wird nur zurückschauend festgestellt, wann von einem Geburtsjahrgang jeweils wie viele Personen verstorben sind. Im Extremfall wüsste man so erst 120 Jahre nach 1980 (also im Beispiel 2100) die exakte Sterblichkeit für 100 % dieses einen Jahrgangs.
Häufig werden zudem Lebenserwartung, Durchschnittsalter und Höchstalter begrifflich nicht getrennt. Beispielsweise gilt der Kaukasus als Heimat besonders vieler alter, 100 Jahre und älter werdender Menschen. Die durchschnittliche Lebenserwartung in diesen Ländern liegt jedoch signifikant unter dem Niveau westlicher Industrieländer.

## Einflussfaktoren auf die Gesundheitserwartung

### Gesundheitsbewusstsein und Lebensweise
Als Ursache für die unterschiedliche Gesundheitserwartung wird von Wissenschaftlern das geringere Gesundheitsbewusstsein von Männern genannt, das sich unter anderem dadurch äußert, dass Männer mehr rauchen und mehr Alkohol trinken, sowie bei Krankheitssymptomen seltener einen Arzt aufsuchen. Eine 2011 veröffentlichte Studie, die Daten aus 30 europäischen Ländern untersuchte, kam zu dem Schluss, dass zwischen 40 und 60 Prozent des Geschlechterunterschieds in der Gesundheitserwartung bzw. Lebenserwartung auf das Rauchen von Tabak zurückzuführen seien. 10 bis 30 Prozent können dem Genuss von Alkohol zugeschrieben werden.
Aber auch die höhere Risikobereitschaft und die potenziell höhere Morbiditätsrate in typischen Männerberufen, die häufig mit gefahrgeneigter Arbeit und körperlich schädigenden oder stressbehafteten Tätigkeiten verbunden sind, werden als Ursachen angeführt. Weitere Ursachen finden sich in den Artikeln Schwerarbeit und Frauenanteil in der Privatwirtschaft.
Die Klosterstudie ergab im Vergleich der Lebenserwartung zwischen Ordensmitgliedern und Allgemeinbevölkerung, dass bei Ordensmitgliedern signifikant geringere Unterschiede bei der geschlechtsspezifischen Lebenserwartung vorliegen. Im Vergleich zur Allgemeinbevölkerung ist die Lebenserwartung von Mönchen um rund 4,5 Jahre signifikant höher als die der männlichen Allgemeinbevölkerung, während solche Unterschiede zwischen den weiblichen Vergleichsgruppen nicht zu verzeichnen sind. Die Ursachen liegen neben dem höheren Tabakkonsum in der ungleichen Verteilung von Stressoren zwischen Frauen und Männern, der ungleichen Selektion durch beide Weltkriege und deren langfristigen Spätfolgen, der geringeren Teilnahme von Frauen am Erwerbsleben und Hausfrauentätigkeit in Kombination mit Mutterschaft. Damit können biologische Ursachen bei der Übersterblichkeit von Männern zu einem wesentlichen Teil ausgeschlossen werden. Insgesamt wird der Beitrag biologischer Ursachen für die männliche Übersterblichkeit auf 0 bis 2 verlorene Lebensjahre geschätzt. Zusammenfassend lässt sich sagen,

„dass Frauen zwar etwas länger leben, aber vor allem die Männer früher sterben“

Es scheinen nur bestimmte Gruppen der männlichen Bevölkerung für die geringere Lebenserwartung von Männern verantwortlich zu sein. Paola Di Giulio vom Max-Planck-Institut für demografische Forschung (MPIDR in Rostock) identifizierte die Gruppen der „Active Bon-Vivants“ (häufig übergewichtige Vielarbeiter und Raucher; überwiegend Männer) und der „Nihilists“ (korpulente Nichtsportler und Gesundheitsvorsorge-Vermeider – in dieser Gruppe zu gleichen Teilen Männer und Frauen). Auf der anderen Seite finden sich in der Gruppe der „Interventionists“ (Nicht-Raucher, Nicht-Trinker mit gesunder Ernährung und ohne Stress-Job) hauptsächlich Frauen.

### Ernährung
Die Menge der konsumierten Nahrung hat Einfluss auf die Gesundheitserwartung und auf die Lebensdauer. Bei einer Vielzahl von Tierarten konnte nachgewiesen werden, dass ein reduzierter Speiseplan, eine sogenannte Kalorienrestriktion, die Lebensspanne deutlich verlängern kann. In einer Studie konnten 115 Substanzen die Lebenserwartung von Fadenwürmern zwischen 30 % und 60 % verlängern. Eine der wirksamen Substanzen, die in der Struktur einem Antidepressivum ähnelt, wurde näher untersucht. Dabei stellte sich heraus, dass sie die Reaktion auf den körpereigenen Botenstoff Serotonin beeinflusst, der beim Menschen für das Hungergefühl zuständig ist. Nach der Nahrungsaufnahme wird das anabole Hormon Insulin ausgeschüttet, es wirkt stoffwechselanregend und fördert die Teilung mancher Zellen (etwa die Adipozyten). Bei karger Nahrung wird weniger Insulin ausgeschüttet, die Zellen leben länger.

## Weitere Informationen